# Arsakés I.
Arsakés I. (parthsky Aršak či Aršaka, řecky Αρσάκης; ? – asi 217 př. n. l.) byl zakladatelem parthské říše a arsakovské královské dynastie. O jeho rodičích, dětství, mládí a osobnostním vývoji nejsou k dispozici žádné spolehlivé informace.

## Vláda

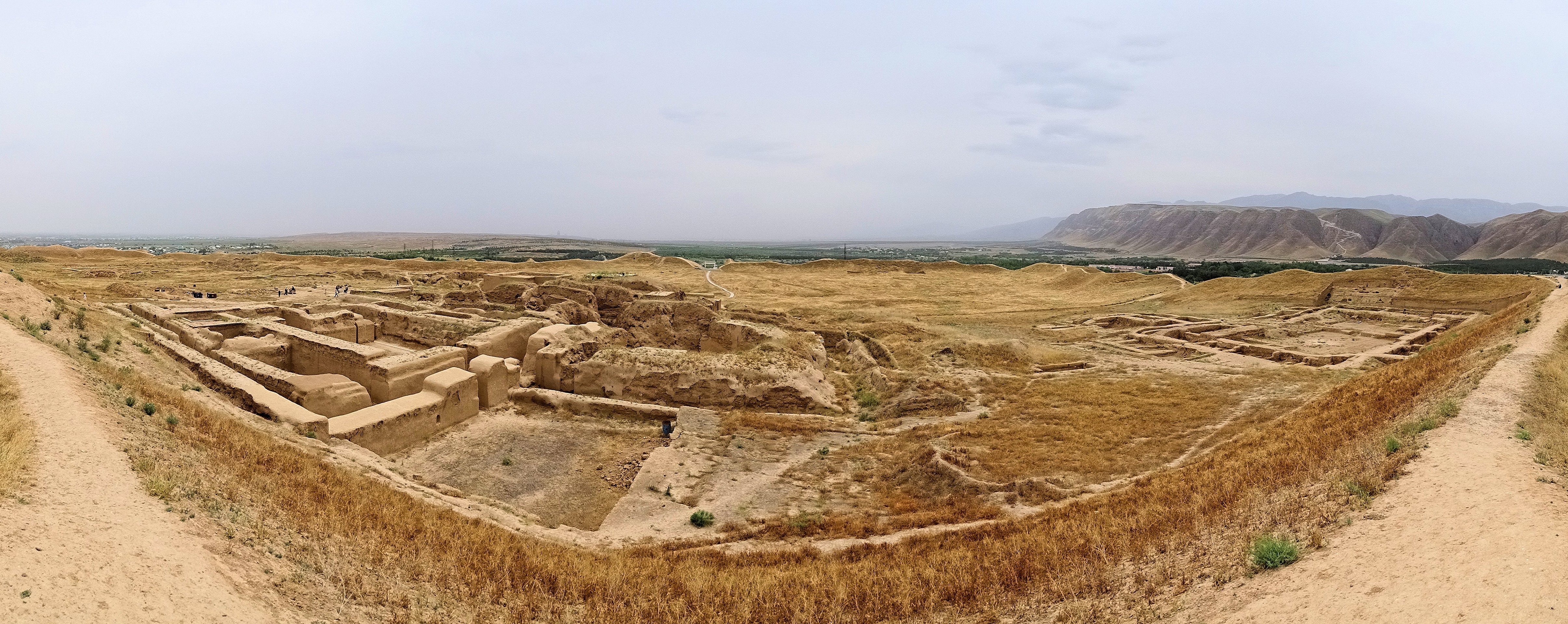
Komplex Nisa, kde se nejspíše nacházela parthské říše

Arsakés byl předák Parnů (Aparnů), skythského nomádského etnika, sídlícího v oblasti jihovýchodně od Kaspického moře a zabývajícího se chovem dobytka a loupežením. Kolem roku 245 př. n. l. zahájili tito Parnové útok na seleukovské državy v Íránu, otřesené předchozími revoltami satrapů, a do roku 238 př. n. l. padla do jejich rukou jedna z nejvýznamnějších satrapií – Parthie.
Parnové, podle dobyté země později nazývaní Parthové, přešli postupně k usedlému způsobu života, začali přebírat zvyky i jazyk původních obyvatel a dokázali odrazit protiútoky Seleuka II., který se snažil opět dobýt ztracená území svého rodu. Rovněž nebezpečí ze strany právě vzniklé řecko-bakterské říše v čele s králem Diodotem I. bylo zažehnáno a vzájemné vztahy byly upraveny několika smlouvami. Otázka, kdy se sám Arsakés dal prohlásit za krále, není uspokojivě vyřešena, ale vzhledem k tomu, že parthský letopočet začíná rokem 247 př. n. l., mohlo by zmíněné datum odrážet Arsakovu královskou proklamaci.
Není jisté, kdy Arsakés zemřel, v současnosti se většinou uvádí rok 217 př. n. l.; jeho nástupcem se stal syn Arsakés II. Existence Arsakova bratra Tiridata, který by podle představ některých badatelů mohl být spoluvladařem starého krále, je sporná.